# Gazmend Kapllani
Gazmend Kapllani (gr. Γκαζμέντ Καπλάνι, ur. 1967 w Lushnji) – albański pisarz i dziennikarz mieszkający najpierw w Grecji, następnie w Stanach Zjednoczonych. Jego książki zostały wydane w języku greckim i przetłumaczone na języki duński, angielski, francuski, włoski, albański i polski.

## Życiorys
Ze względu na to, że rodzina Kapllaniego była w posiadaniu własnej ziemi, była przez reżim komunistyczny uznana za wrogów i była zmuszona przenieść się ze wsi na obrzeża Lushnji.
15 października 1991 roku wyemigrował do Grecji, gdzie mieszkał przez około 25 lat.
Gdy mieszkał w Grecji, ukończył studia filozoficzne na Uniwersytecie Ateńskim, następnie otrzymał doktorat w dziedzinie politologii oraz historii na Uniwersytecie Panteion w Atenach. W latach 90. pracował tam jako redaktor w greckiej prasie.
Od 2012 roku mieszka w Stanach Zjednoczonych, gdzie mieszka w Bostonie i uczy historii Europy na Emerson College.

## Dzieła
- I keqi i vetes[7]
- A short border handbook[6] (2006)[2][1][3]
- My name is Europe (2010)[6][3]
- The Last Page (2013)[2][3]